# Liste lateinischer Phrasen/L

## Labor
Labor absque labore
„Arbeit ohne Mühe“ – Inschrift an der Laurenziana
Labor est etiam ipse voluptas.
„Arbeit selbst ist sogar ein Vergnügen.“ – Manilius: Astronomica 4.155
Labor imperantis militum est securitas.
„Die Sicherheit der Soldaten ist Aufgabe des Kommandierenden.“ – Caecilius Balbus: Sententiae (F) 103
Labor ingenium miseris dat.
„Not gibt den Unglücklichen Einfälle.“ – Manilius: Astronomica 1.80. Entspricht dem deutschen Sprichwort „Not macht erfinderisch“.

Staatssiegel des US-Bundesstaates Oklahoma mit dem Motto „Labor omnia vincit“ in der Mitte

 Labor omnia vicit improbus.
„Harte Arbeit bezwang alles.“ – Vergil, Georgica 1,145f. Der Dichter beschreibt hier, wie sich nach dem Beginn der Herrschaft Jupiters das Leben der Menschen veränderte: Das Streben nach Eigentum und Besitz und die damit verbundene Gefahr der Not erzwingen nun harte Arbeit. Vollständig heißt der Satz:
„Labor omnia vicit improbus et duris urgens in rebus egestas.“ – „Arbeit hat alles besiegt, rastlose, und in harten Umständen bedrängende Not.“
In den Bucolica hatte Vergil noch geschrieben: „Omnia vincit amor“.
Labor omnia vincit.
„Arbeit besiegt alles.“ – Sentenz, die weitreichende Verbreitung gefunden hat, darunter als Motto des US-Bundesstaates Oklahoma.
Der Satz ist Vergils Labor omnia vicit improbus entlehnt.
Siehe im Kontrast dazu „omnia vincit amor“, das ebenso von Vergil stammt.

## Laborare
Laborare orare est.
„Arbeiten ist Beten.“ – Sentenz mit Anklang an das Motto des Benediktiner-Ordens „Ora et labora“ („Bete und arbeite!“).
Laborare pugnare parati sumus.
„Zu arbeiten oder zu kämpfen sind wir bereit“. Motto der California Maritime Academy

## Laborat
Laborat magister docens tardos.
„Geplagt ist ein Lehrer, der Schwachköpfe unterrichtet.“ – Augustinus: De Musica 4.

## Laboremus
Laboremus.
„Lasst uns arbeiten.“ – „Ans Werk!“ Letztes Wort des Kaisers Septimius Severus.
Laboremus pro patria.
„Arbeiten wir fürs Vaterland!“ – Motto der dänischen Carlsberg-Brauerei

## Labores
Labores Herculis
„die Arbeiten des Herkules“ – Properz: Elegiae 2.23,7–8

## Lacrima
Lacrima nihil citius arescit.
„Nichts trocknet schneller als eine Träne.“ – Cicero, De inventione 1,109, wo der Satz als Ausspruch des Rhetors Apollonius (wohl der Redner des 2. Jahrhunderts v. Chr.) zitiert ist.
Bei dem anonymen Auctor ad Herennium findet sich (2,50) der Satz in der folgenden Formulierung: „Nihil (enim) lacrima citius arescit.“

## Lacrimae
Lacrimae Christi
„Tränen Christi“ – Wein von den Hängen des Vesuv, die für den guten Wein und die gesunde Luft berühmt sind.
Lacrimae nobis deerunt ante quam causae dolendi.
„Eher werden uns die Tränen ausgehen als Anlässe zum Leiden.“ – Seneca: Ad Polybium de consolatione 4,2
Lacrimae veniam non postulant et merentur.
„Tränen fordern keine Verzeihung, und sie verdienen sie doch.“ – Ambrosius: Expositio evangelii secundum Lucam 10,88

## Laesa
Laesa maiestas
„Majestätsbeleidigung“ – Das crimen laesae maiestatis ist in einer Monarchie die vorsätzliche Beleidigung oder Tätlichkeit, die gegen einen regierenden Monarchen verübt wird.

## Laeso
Laeso et invicto militi
„Dem verwundeten, doch unbesiegten Krieger“ – Inschrift des Berliner Invalidenhauses aus dem Jahr 1748, einer der wohl ältesten Einrichtungen einer Art Kriegsopferfürsorge oder Kriegsopferversorgung im deutschsprachigen Raum, die angeblich auf den Marquis d’Argens zurückgeht.

## Laetus
Laetus sorte tua vives sapienter.
„Zufrieden mit deinem Los lebst du klug.“ – Horaz, Episteln 1,10,44

## Lapidem
Lapidem, non hominem putas.
„Für einen Stein, nicht für einen Menschen hältst du (mich).“ – (Terenz: Hecyra 214)

## Lapis
Lapis philosophorum
„Stein der Philosophen“ – Stein der Weisen

## Lapsus
Lapsus calami
„Fehler des Schreibrohrs“ – Schreibfehler
Lapsus digiti
„Fingerfehler“ – Tippfehler
Lapsus linguae
„Fehler der Zunge“ – Versprecher
Lapsus memoriae
„Fehler der Erinnerung“ – Erinnerungsfehler

## Lassus
Lassus saepe foris maneat ne forte viator,
id circo haec pateat sole cadente domus.
„Damit nicht etwa ein müder Wanderer oft draußen bleibe,
darum stehe bei sinkender Sonne dies Haus ihm offen.“ – Inschrift (elegisches Distichon) am Juliusspital in Würzburg aus der Zeit um 1585.

## Latet
Latet anguis in herba.
„Es lauert eine Schlange im Gras.“ – Vergil, Eklogen (3,93).
Hinweis auf eine verborgene Gefahr; sprichwörtlich wohl schon durch den Mythos vom Tod der Eurydike infolge eines Schlangenbisses.

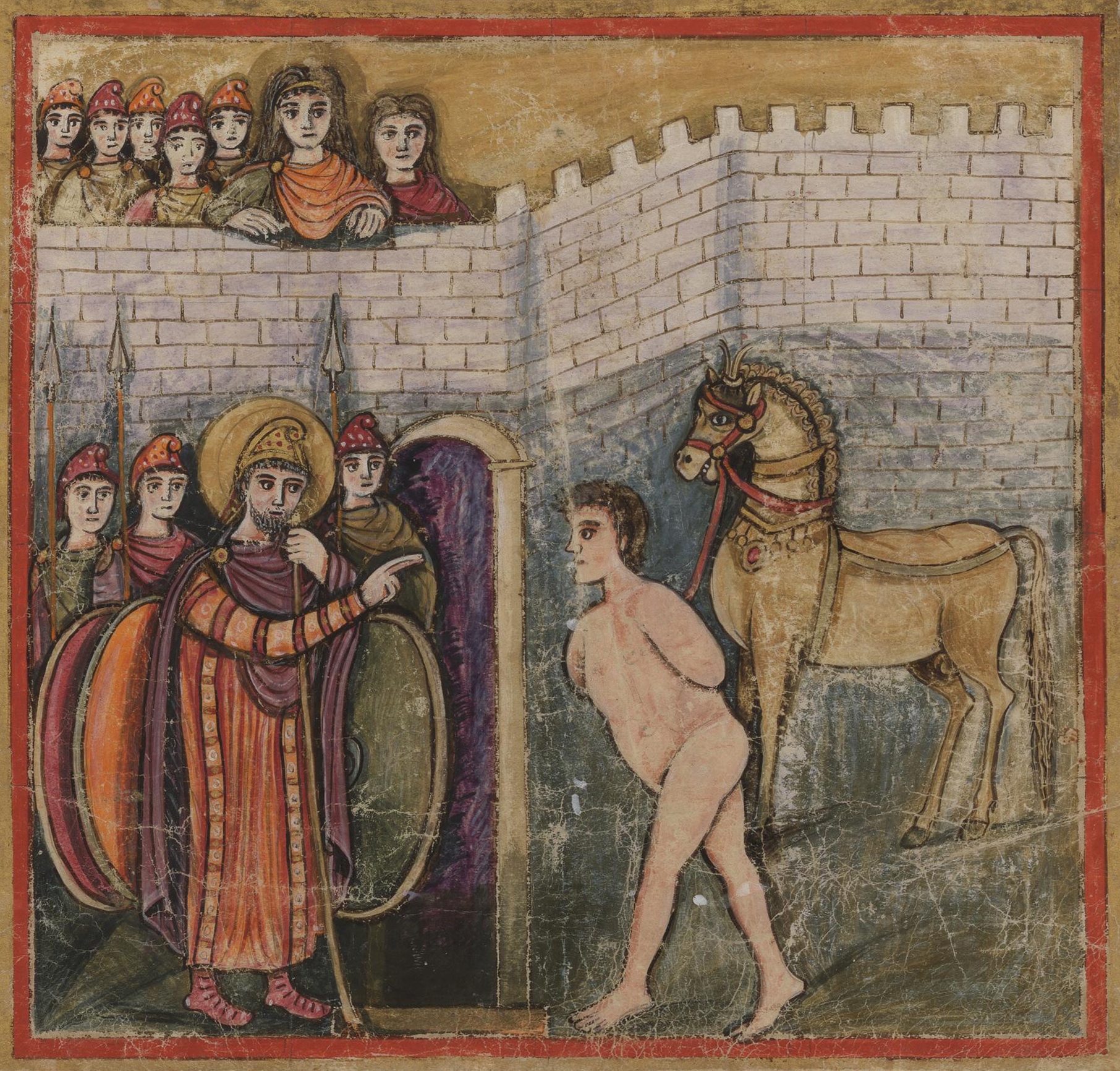
Illustration der Aeneis mit dem Trojanischen Pferd

Latet error; equo ne credite, Teucri.
„Dahinter steckt ein Betrug; traut nicht dem Pferd, Teukrer!“ – Vergil, Aeneis 2,48.
Mit diesen Worten warnt Laokoon vor dem Trojanischen Pferd. Der nächste Satz ist der berühmte Ausspruch Quidquid id est, timeo Danaos et dona ferentes.
„Teukrer“ ist ein anderer Name für die Trojaner nach ihrem ersten König Teukros oder Teucer.

## Latinitas
Latinitas culinaria
„Küchenlatein“

## Lauda
Lauda Sion.
„Lobe, Zion!“ – Sequenz des Fronleichnamfestes, die von Thomas von Aquin verfasst wurde. Im deutschen Sprachraum im Wesentlichen als „Deinem Heiland, Deinem Lehrer“ bekannt.

## Laudator
Laudator temporis acti
„Lobredner einer vergangenen Zeit“ – Jemand, der behauptet, dass früher alles besser war. Zitat aus den Werken des Dichters Horaz (Ars Poetica 173).

## Laudetur
Laudetur Jesus Christus
„Gelobt sei Jesus Christus“ – Grußformel unter katholischen Christen, insbesondere gegenüber Geistlichen, und (häufiger als das) Abschluss von Gebeten. Die Antwort darauf ist „In aeternum, Amen“ (bzw. „in Ewigkeit, Amen“.)

## Laus
Laus alit artes.
„Lob nährt die Künste.“
Laus deo.
„Gott Lob!“ („Lob dem Gott.“) oder „Gelobt sei Gott!“
Laus in ore proprio foetescit.
„Lob im eigenen Mund stinkt.“ – Vergleiche das deutsche Sprichwort „Eigenlob stinkt“.

## Lavabo

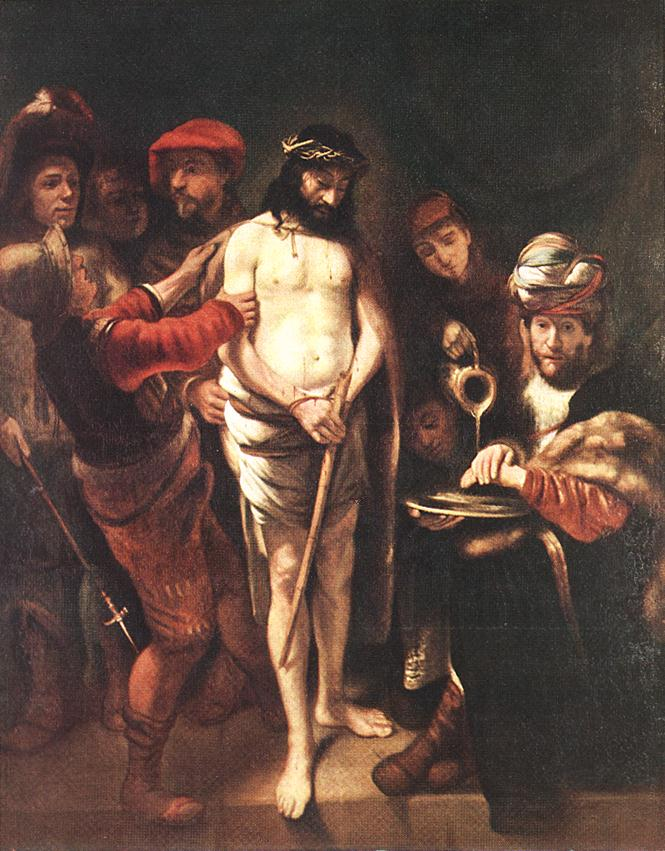
Sich die Hände in Unschuld waschen: Nicolaes Maes – Christus vor Pilatus (1650)

Lavabo inter innocentes manus meas.
„Ich werde meine Hände unter Unschuldigen waschen.“ – Psalm 26,6.

## Lavi
Lavi in innocentia manus meas.
„Ich habe meine Hände in Unschuld gewaschen.“ – Pontius Pilatus nach der Verurteilung Jesu.

## Legatus
Legatus a latere
„Päpstlicher Gesandter“: Apostolischer Nuntius.

## Lector
Lector benevole.
„Geneigter Leser!“
Lector intende, laetaberis.
„Merke auf, es wird zu lachen geben.“ (in der Übersetzung von August von Rode)
Mit diesen Worten wendet sich Apuleius in Der goldene Esel zu Ende von Kapitel I, 1 an den Leser.
Dieses Zitat wird gebraucht, um – so wie Apuleius – auf den humoristischen Charakter des Folgenden hinzuweisen, etwa bei Sammlungen von Stilblüten etc.

## Lectori
Lectori salutem.
„Gruß dem Leser!“

## Lege
Lege artis
„Nach den Regeln der Kunst“ – Vorschriftsmäßig. Hierunter versteht man, dass eine Handlung entsprechend den anerkannten Regeln und unter Anwendung aller Erkenntnisse und technischen wie personellen Fähigkeiten und Kenntnisse ausgeübt wurde. Der Begriff spielt im Haftungsrecht, insbesondere bei der Haftung von Mitgliedern der Freien Berufe (Arzt, Rechtsanwalt, Architekt und ähnliche) eine Rolle.

## Legem
Legem brevem esse oportet.
„Ein Gesetz muss kurz sein.“ – Der ganze Satz des Poseidonios, den Seneca (Epistulae 94, 38) – ihn ablehnend – zitiert, lautet:
„Legem brevem esse oportet, quo facilius ab imperitis teneatur.“ – „Ein Gesetz muss kurz sein, damit es von Unkundigen umso leichter behalten werden kann.“
In diesem Zusammenhang kann noch das folgende Iustinian-Zitat gesehen werden:
„Simplicitas legibus amica.“ – „Die Einfachheit ist die Freundin der Gesetze.“

## Leges
Leges humanae nascuntur, vivunt, et moriuntur.
„Die menschlichen Gesetze werden geboren, leben und sterben.“ –

Wappen der University of Pennsylvania

Leges sine moribus vanae.
„Gesetze ohne Moral sind nutzlos.“ – Motto der University of Pennsylvania

## Legi
Legi, intellexi, condemnavi.
„Ich las, begriff und verdammte.“: Worte aus einem Brief des römischen Kaisers Julian an die führenden Bischöfe, mit denen er die christliche Lehre verwirft. Er formulierte dies griechisch: Ἀνέγνων, ἔγνων, κατέγνων.

## Legibus
Legum denique idcirco omnes servi sumus, ut liberi esse possimus.
„Den Gesetzen gehorchen wir alle deswegen, um frei sein zu können.“ – Cicero, Pro Cluentio 53, 146.
Legibus solutus
„Von den Gesetzen entbunden“ – Der Satz lautet in der ältesten überlieferten Version „princeps legibus solutus“ (Ulpian, Digesten 1,3,31) und beschreibt die Tatsache, dass die römischen Kaiser sich von einzelnen Gesetzen befreien lassen konnten. In der späteren Kaiserzeit wurde er so aufgefasst, dass der Kaiser überhaupt über den Gesetzen steht, und in dieser Intention wurde der Satz zur Maxime der Herrschaft im Absolutismus, eingeschränkt allerdings durch die Klausel, dass der Herrscher nur zum Wohl des Staates handeln darf.

## Legio
Legio patria nostra.
„Die Legion ist unser Vaterland.“ – Motto der Französischen Fremdenlegion

## Leo

Wappen Südgeorgiens und der Südlichen Sandwichinseln

Leo terram propriam protegat.
„Der Löwe beschütze sein eigenes Land.“ – Motto im Wappen Südgeorgiens und der Südlichen Sandwichinseln

## Leti
Leti mille repente viae.
„Tausend Wege führen jetzt plötzlich in den Tod.“ – Zitat aus den Elegien des Dichters Albius Tibullus (1,3,50).

## Levius
Levius fit patientia, quidquid corrigere est nefas.
„Leichter wird durch Geduld, was zu tadeln Frevel ist.“
Horaz (Carmina 1,24,19 f.) in einem Trostgedicht an Vergil zum Tod seines Jugendfreundes Quinctilius Varus.

## Lex
Lex dubia non obligat.
„Ein zweifelhaftes Gesetz bindet nicht.“
Lex mihi ars.
„Die Kunst ist mir Gesetz.“
Lex posterior derogat priori.
„Späteres Recht bricht früheres Recht“ – Lex-posterior-Regel; siehe auch Lex specialis derogat legi generali.
Lex posterior generalis non derogat legi speciali priori.
„Allgemeines späteres Recht bricht nicht spezielles früheres Recht.“
Lex specialis derogat legi generali.
„Spezielles Recht bricht allgemeines Recht.“ – Lex specialis-Regel; siehe auch Lex posterior derogat priori.
Lex superior derogat legi inferiori.
„Das höhere Gesetz hebt das niedere auf.“ – Bundesrecht bricht Landesrecht nach Art. 31 Grundgesetz.
Lex talionis
„Gesetz der Vergeltung“ – Vergeltungsrecht. Der Ausdruck Auge für Auge ist davon ein Spezialfall.

## Libenter
Libenter homines id, quod volunt, credunt.
„Gern glauben die Menschen das, was sie wollen.“ – Caesar.

## Liber
Liber signatum septem sigillis
„Ein Buch bezeichnet mit sieben Siegeln“ – Zitat aus der Offenbarung des Johannes (5.1).

## Libera
libera res publica
„Freistaat“ – Republik im heutigen Sinn. Während res publica auch lediglich „Staat“ bedeuten kann, war die präzise Bezeichnung für die römische Republik libera res publica.

## Libertas
Libertas academica
„Akademische Freiheit“

Wappen der Republik San Marino mit der Devise „Libertas“

Libertas est potestas faciendi id, quod iure licet.
„Freiheit ist die Möglichkeit, das zu tun, was nach dem Recht erlaubt ist.“ – Rechtssatz, Herkunft nicht belegt.
Libertas Securitas Iustitia
„Freiheit, Sicherheit, Gerechtigkeit“ – Motto von Frontex.

## Libertatem
Libertatem quam peperere maiores digne studeat servare posteritas.
„Die Freiheit, die die Vorfahren errungen haben, würdig zu bewahren, sei die Nachkommenschaft bestrebt!“ – Inschrift am Hamburger Rathaus.

## Liberum
Liberum arbitrium
„Freier Wille“ – Freies Ermessen
Liberum veto
„Das freie Veto“

## Licentia
Licentia poetica
„Dichterische Freiheit“ – Zitat aus den Werken des Philosophen Seneca
Licentia vatum
„Freiheit der Dichter“ – „Dichterische Freiheit“, Zitat aus den Werken des Dichters Ovid (Amores III 12, 41–42):
„Exit in immensum fecunda licentia vatum, obligat historica nec sua verba fide.“
„Schrankenlos kreativ verfährt die Freiheit der Dichter, bindet die Phantasie nicht an historischen Wert.“

## Ligna
Ligna in silvam ferre
„Holz in den Wald tragen“ – Vergleiche „Eulen nach Athen tragen“.

## Ligneis
Ligneis equis insidere
„In hölzernen Pferden sitzen“ – Hinterlistig wie die Griechen im Trojanischen Pferd. Herkunft nicht belegbar.

## Lignum
Lignum quod tortum, haud umquam vidimus rectum.
„Ein Holz, das krumm ist, hat man noch niemals gerade werden sehen.“ – Sprichwort
Lignum tortum haud umquam rectum.
„Ein krummes Holz wird nie gerade.“ – Erasmus von Rotterdam: Adagia 1942 (nach Diogenianos)

## Limbus

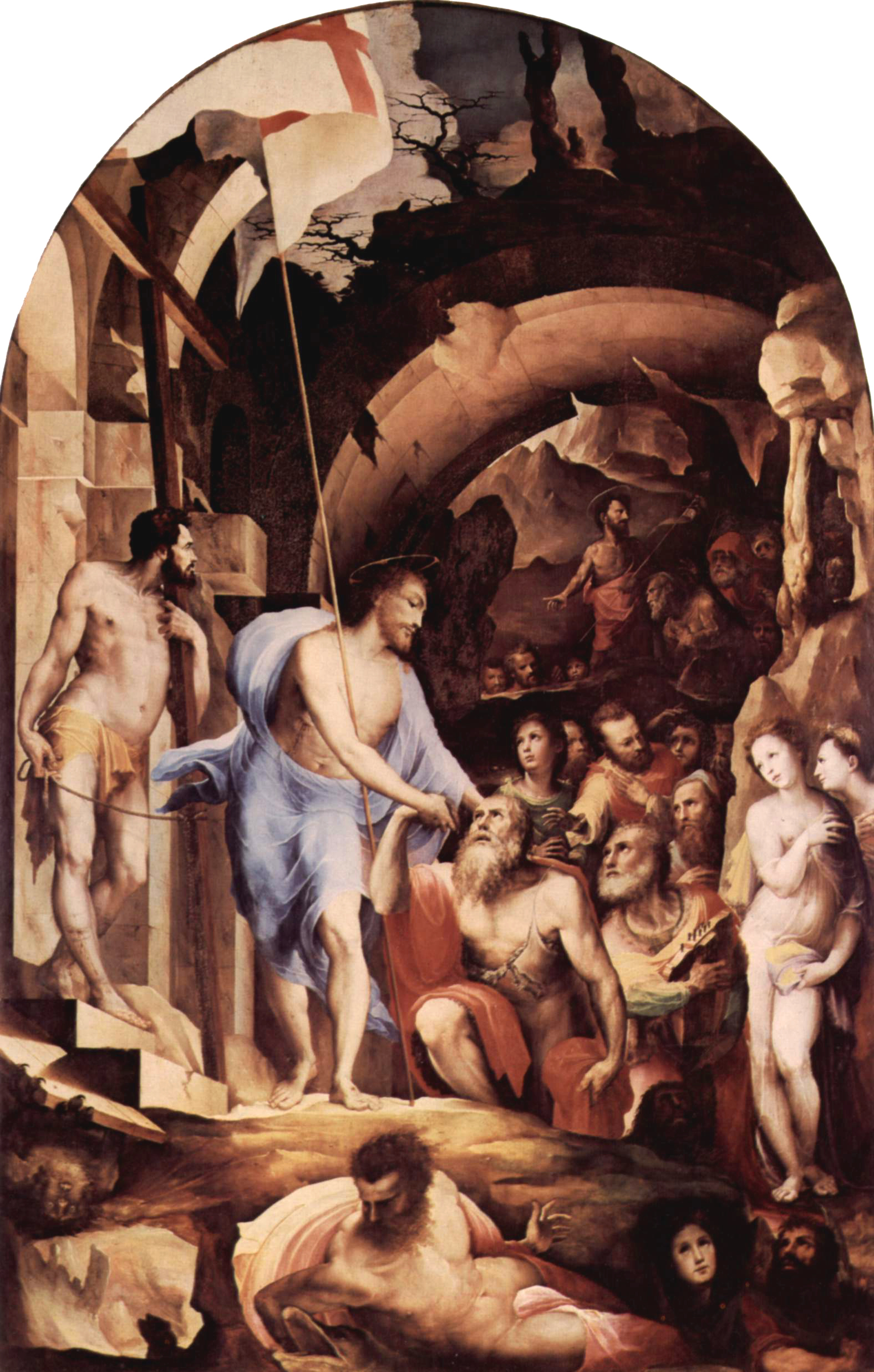
Domenico Beccafumi: Jesus im Limbus (ca. 1530)

Limbus infantium oder Limbus puerorum
„Vorort der Kinder“ – Ort für die Seelen der ungetauften Kinder, die nicht zum Vernunftgebrauch gelangten, bevor sie starben.
Limbus patrum
„Vorort der Väter“ – Ort für die Seelen der verstorbenen Gerechten der Zeit vor Jesus Christus. Im limbus patrum ist heute niemand mehr, weil Christus seine Insassen allesamt in den Himmel geführt hat.

## Lingua
Lingua Tertii Imperii
„Sprache des Dritten Reichs“ – Abhandlung von Victor Klemperer mit dem genauen Titel LTI – Notizbuch eines Philologen. Der Titel ist eine Parodie auf die ungezählten Kürzel aus der Sprache der Zeit des Nationalsozialismus wie BDM, HJ, DAF, KdF etc.
Lingua gravius castigatur quam ullum probrum.
„Eine lästernde Zunge ist schwerer zu bestrafen als eine Schandtat.“ – Curtius Rufus: Historiae Alexandri Magni 4.6,6
Lingua haeret metu.
„Die Zunge stockt mir vor Angst.“ – Terenz: Eunuchus 977
Lingua ligata tibi multos acquirit amicos.
„Wenn du deine Zunge bändigst, gewinnst du viele Freunde.“ – Monosticha Catonis A51

## Liquida
Liquida non frangunt ieiunium.
„Flüssiges bricht das Fasten nicht.“
auch potus non frangit ieiunum
Faustregel für die Bedingungen des „Fastens“ (im technischen Sinn) der katholischen Kirche, welches die Beschränkung auf eine Mahlzeit am Tag (plus zwei kleine sog. Collationen) darstellt (heute in dieser Form noch am Aschermittwoch und Karfreitag vorgeschrieben): Auch außerhalb der Mahlzeiten ist es zulässig, Getränke („als Getränke“) zu trinken, auch wenn es zufällig Nährwert besitzt (Bier, Fruchtsaftschorle, Kaffee mit je einem Teelöffel Milch und Zucker usw.). Der Spruch ist allerdings nicht ganz genau, denn Milch bricht von alters her das Fasten (ebenso Fleisch- und Gemüsebrühe, aufgegossene Instantflocken usw.).
Mit dem Fasten im Sinne der Abstinenz von Fleischspeisen oder der Einhaltung eines frei gewählten Fasten-Vorsatzes wie des typischen Süßigkeitenverzichts hat der Spruch nichts zu tun.

## Litterae
Littera Pythagorica
„Pythagoräischer Buchstabe“: Y-förmiges Schächerkreuz in der Heraldik.
Litterae Bellerophontes
„Bellerophontesbrief“ – Brief mit dem Auftrag, den Überbringer zu töten. Bellerophontes wurde von König Proitos zu dessen Schwiegervater Iobates geschickt, mit der Nachricht, den Überbringer zu töten.
Variante von Bellerophontis tabellae.

## Loci
Loci communes
„Gemeinplätze“ – Heute oft abwertende Bezeichnung für allgemein anerkannte, also nicht weiter zu beweisende, Sätze, auf die man sich beruft, um aus ihnen Argumente zu gewinnen. In der klassischen Rhetoriktheorie der Griechen und Römer war ihre Anwendung ein eigener Teil des Redekunst. Singular: locus communis.
Im Speziellen die Kurzbezeichnung einer Schrift von Philipp Melanchthon, die die erste Dogmatik der evangelischen Kirche darstellt: Loci communes rerum theologicarum („Allgemeine Grundbegriffe der Theologie“).
Loci theologici
„theologische Orte“ – „Orte theologischer Erkenntnis“, Begriff aus der evangelischen sowie katholischen Dogmatik und theologischen Erkenntnislehre. Siehe Locus theologicus.

## Loco
Loco citato
„An der angeführten Stelle“
Loco sigilli
„Anstelle des Siegels“ – Durch Unterschrift beglaubigt.

## Locum
Locum tenens
„Platzhalter“ – Bezeichnung für (kirchliche) Amtsträger, die ein Amt kommissarisch leiten, als Vertreter für eine Vakanz, auch in Ausnahme zum Kirchenrecht als zweite Funktion zum eigenen Amt, z. B. amtierender Patriarch von Konstantinopel zusätzlich zur Funktion des Patriarchen von Alexandria.
Davon abgeleitet Leutnant. Der Leutnant war der Stellvertreter des militärischen Führers. Siehe auch Statthalter.

## Locus

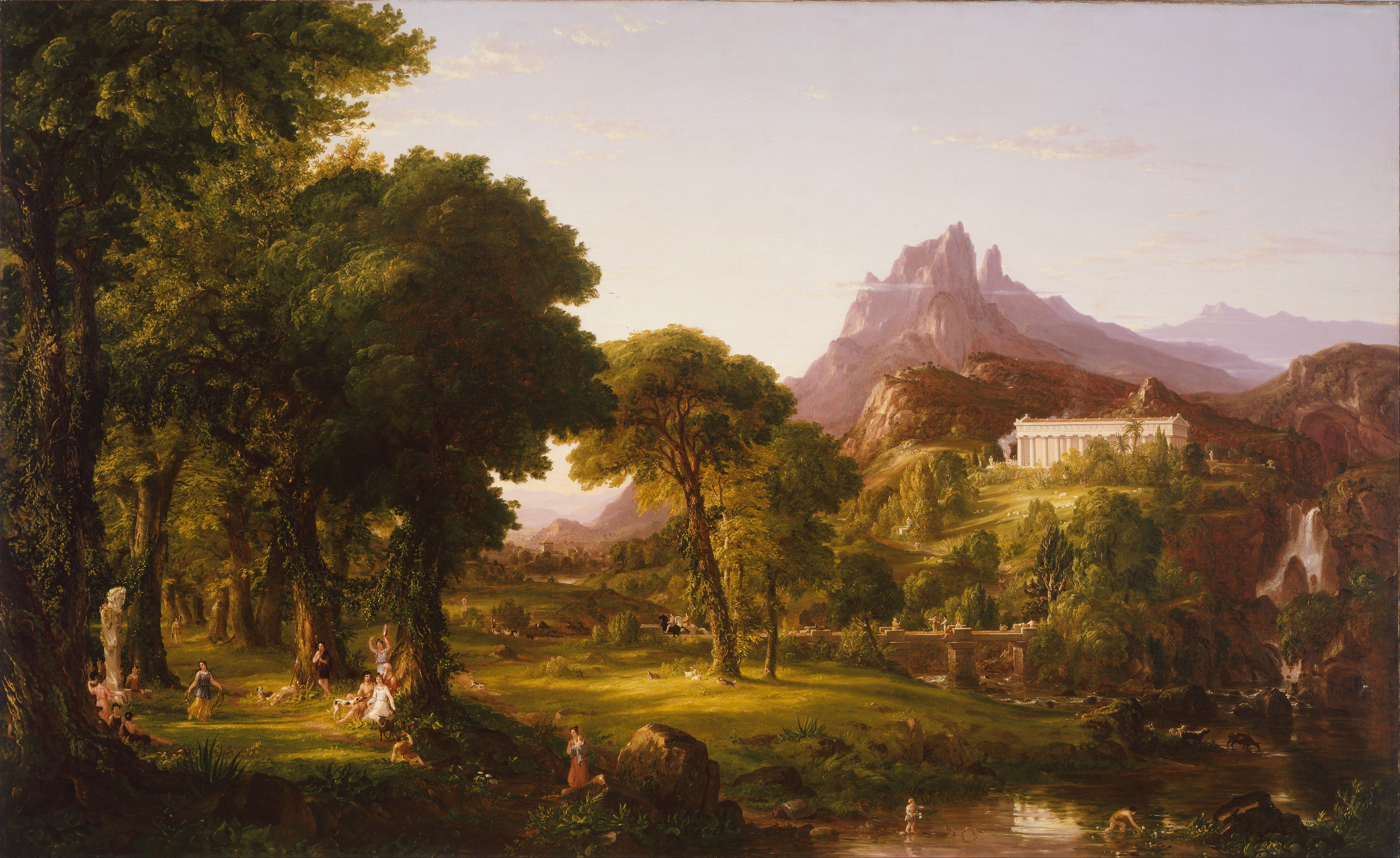
Locus amoenus: Thomas Cole – Traum von Arkadien (ca. 1838)

Locus amoenus
„Lieblicher Ort“ – Literarischer Topos.
Siehe auch Et in Arcadia ego.
Locus communis
„Gemeinplatz“ – Abgedroschene Redensart. Siehe loci communes.
Locus classicus
„Eine klassische Stelle“ – Zitat aus einem klassischen Text, welches als Beispiel für etwas anderes herangezogen wird.
Locus delicti
„Ort des Verbrechens“ – Tatort
Locus minoris resistentiae
„Ort des geringeren Widerstandes“, speziell Achillesferse.
Locus sigilli
„Stelle des Siegels“ – In Urkundsabschriften bezeichnet die Abkürzung „L.S.“ für „loco sigilli“ den Umstand, dass das Original mit einem Siegel (das ist heutzutage zumeist ein Stempelabdruck) versehen ist.
Locus standi
„Standort“ – Gesichtspunkt.
Locus theologicus
„theologischer Ort“ – „Ort theologischer Erkenntnis“, Begriff aus der evangelischen sowie katholischen Dogmatik und theologischen Erkenntnislehre.

## Longe
Longe absit.
„Das sei ferne!“
Longe fugit, qui suos fugit.
„Weit flieht, wer die Seinen flieht.“– Lateinischer Untertitel einer Satire des Menippos von Gadara, meist dem römischen Schriftsteller Varro zugeschrieben.
Longe lateque
„Weit und breit“

## Lorem

Lorem ipsum, in Gill Sans gesetzt

Lorem ipsum
„(Neque porro quisquam est, qui do)lorem ipsum dolor sit amet, consectetur, adipisci velit …“ – Ein verstümmeltes Fragment aus Ciceros De Finibus Bonorum et Malorum (Vom höchsten Gut und größten Übel), das in der Typographie als Blindtext eingesetzt wird.
Der Text selbst ist infolge von Auslassungen, Zusätzen und Veränderungen kein richtiges Latein, schon das erste Wort „Lorem“ existiert nicht. Dennoch erkennt man im Text eine Reihe offensichtlich lateinischer Wörter. Die Herkunft der Phrase ermittelte vermutlich in den 1960er Jahren der US-amerikanische Lateinlehrer Richard McClintock in einer Textpassage in „De finibus bonorum et malorum“, Abschnitte 1,32 und 1,33, von Cicero, sehr wahrscheinlich in der lateinisch-englischen Ausgabe in Loeb Classical Library, wo nach einer Worttrennung auf Seite 34 (do-) die Seite 36 mit lorem ipsum anfängt.
„Neque porro quisquam est, qui dolorem ipsum, quia dolor sit, amet, consectetur, adipisci velit […]“
„Es gibt niemanden, der den Schmerz selbst liebt, der ihn sucht und haben will, einfach, weil es Schmerz ist […]“

## Luceo
Luceo non uro
„Ich leuchte, ich brenne nicht.“ – Motto des schottischen Clan MacKenzie.
Gewöhnlich in dieser Form zitiert: „Ich brenne nicht, ich leuchte.“

## Luctor

Wappen Zeelands

Luctor et emergo
„Ich ringe und komme nach oben“ – Wahlspruch der niederländischen Provinz Zeeland, die einen großen Teil ihres Landes dem Meer abgerungen hat. Das Wappen zeigt deshalb auch den niederländischen Löwen, der bis zur Hüfte im Wasser steht.

## Lucus
Lucus a non lucendo
„Das Wort ‚Hain‘ kommt vom Nicht-Leuchten.“: Gebraucht als besonders abwegiges Beispiel für die etymologische Herleitung eines Begriffs aus seinem Gegenteil. In dieser Art Volksetymologie wird unterstellt, das Wort für Hain (lucus) sei mit dem ähnlich lautenden Wort für Leuchten (lucere) verwandt.
Beispiel für in der Antike ernsthaft vertretene Theorien für Wortherkünfte. Lucus a non lucendo findet sich bei Servius, und bereits Quintilian erklärt in seiner Schrift De institutione oratoria (1,6,34): „etiam contrariis aliqua (sc. nomina) sinemus trahi, ut lucus quia umbra opacus parum luceat“ („auch vom Gegenteil können einige Bezeichnungen hergeleitet werden, wie Hain [lucus], weil er dunkel vor Schatten wenig Licht hat [lucet]“).
Servius führt als weiteres Beispiel „bellum a nulla re bella“ („Krieg, weil es in ihm nichts Schönes“ gibt.) an.
Siehe auch canis a non canendo.

## Ludendum
Ludendum licite, talos abbate ferente.
„Ihr dürft spielen, wenn der Abt würfelt.“

## Ludi
Ludi incipiant
„Die Spiele mögen beginnen“
Ludi paganorum
„Spiele der Heiden“

## Ludos/Ludus
ludos facere
„Spiele machen“ – „auf den Arm nehmen“, vergleiche moderne Warnung „Mache keine Spielchen mit mir!“ Bei den Komikern, etwa Plautus, Menaechmi 405 (2,3): Iam, amabo, desiste ludos facere atque i hac mecum semul. „Ich bitte dich, höre auf, Späße zu machen, und geh mit mir in dieses Haus.“
Ludus ad iudices
„Das Spiel zu den Richtern“ – Das Kinderspiel Räuber und Gendarm in der Historia Augusta (Septimius Severus 1,4)

## Lumen/Lumina
Lumen naturale
„Das natürliche Licht“ – Die Vernunft.
Lumen soli mutuum das.
„Du borgst der Sonne Licht.“ – Überflüssige Belehrung
Lumen supranaturale
„Das übernatürliche Licht“ – Die göttliche Vernunft.
Lumina mundi
„Die Lichter der Welt“ – Geläufige Bezeichnung der katholischen Tradition für die Apostel Petrus und Paulus.
So dichtet beispielsweise Venantius Fortunatus:
caelorum portae, lati duo lumina mundi:

ore tonat Paulus, fulgurat arce Petrus.
Pforten des Himmels, die beiden Lichter der weiten Welt:

Paulus donnert mit Worten, von der Festung herab blitzt Petrus.

## Lupus
Lupus est homo homini.
„Ein Wolf ist der Mensch dem Menschen.“
Sprichwörtlich geworden in der Variante homo homini lupus, auch zitiert als homo hominis lupus („Der Mensch ist dem Menschen ein Wolf.“ beziehungsweise „Der Mensch ist des Menschen Wolf.“). Der Satz bedeutet, dass im Naturzustand jeder Mensch ein Feind des anderen ist.
Berühmt wurde er durch die Widmung, die Thomas Hobbes in seinem Werk De Cive („Über den Bürger“) an Earl William von Devonshire richtete:
“[…] both sayings are very true; That Man to Man is a kind of God; and that Man to Man is an arrant Wolfe.”
„Es stimmt sowohl, daß der Mensch dem Menschen gottgleich ist, als auch daß der Mensch dem Menschen unverhüllt ein Wolf ist.“
Siehe dazu auch homo homini deus.
Ursprünglich steht das Wort in der Komödie „Asinaria“ („Die Eselskomödie“) von Plautus (Akt 2, Szene 4, 495):
„Lupus est homo homini, non homo, quom qualis sit non novit.“
„Ein Wolf, kein Mensch, ist der Mensch dem Menschen, solange er nicht weiß, welcher Art er ist.“
Lupus in fabula
Lupus in fabula ist ein Spiel mit der Doppelbedeutung des Wortes „fabula“, sowohl „Fabel“ als auch „Unterhaltung“. Die Übersetzung kann daher lauten „(Wie) der Wolf in der Fabel“ oder „Der Wolf, von dem die Rede ist“.
Das Wort drückt das Erstaunen über das unverhoffte Auftauchen einer Person, über die man gerade geredet hat, aus. Entspricht dem deutschen Sprichwort „Wenn man des Teufels nennt, schon kommt er gerennt“.
Ursprung des Zitats ist wahrscheinlich eine Fabel von Äsop, „Der Wolf und die Amme“ oder „Der Wolf und der Schäferjunge“. In der ersten droht die Amme einem Kind, wenn es nicht still sei, werde sie es dem Wolf zu fressen geben. Als der Wolf kommt, um das Kind zu holen, holt die Amme jedoch die Hunde und vertreibt ihn. Die zweite Fabel handelt von einem Hirtenjungen, der aus Langeweile „Der Wolf!“ ruft, um zu sehen, wie die Dorfbewohner herbeieilen. Als später wirklich ein Wolf kommt und der Junge wieder ruft, kommt niemand mehr zu Hilfe.
Der Ausdruck lupus in fabula oder lupus in sermone erscheint mehrfach in der römischen Literatur, so bei Terenz (Adelphi), Plautus (Stichus) oder Cicero (Briefe an Atticus); offensichtlich war er eine gängige Redewendung.
Bei Terenz unterhält sich Ktesiphon mit seinem Sklaven Syrus über Ktesiphons Vater. Der Sohn hofft, der Vater möge noch möglichst lange fortbleiben. Plötzlich hält Syrus mitten im Gespräch inne, da er den Vater bemerkt:
Syrus: […] em tibi autem! Ctesipho: Quidnam est? Syrus: Lupus in fabula. (Adelphi, Akt 4, Szene 1, 21)
Syrus: […] Sieh dich vor! Ktesiphon: Was ist denn los? Syrus: Der Wolf, von dem man spricht.
Bei Plautus unterhalten sich Pamphilus und Epignomus über den abwesenden Antiphon, ob sie ihn einladen sollen oder nicht. Als dieser herannaht, sagt Epignomus:
„Atque eccum tibi lupum in sermone: Praesens esuriens adest.“ (Stichus, Akt 4, Szene 1, 577)
„Nun sieh dir den Wolf an, von dem man spricht: Schon ist der Hungrige da!“
Lupus non curat numerum.
„Der Wolf kümmert sich nicht um die Zahl.“ – Das heißt, er frisst auch die gezählten Schafe. Nach Vergil, Eclogen 7,51 f., wo es heißt:
„Hic tantum Boreae curamus frigora quantum / aut numerum lupus aut torrentia flumina ripas“ („Hier kümmern wir uns um die Kälte des Nordwinds soviel wie / um die Zahl sich der Wolf oder die reißenden Flüsse um die Ufer“).
Lupus pilum mutat, non mentem.
„Ein Wolf wechselt sein Haar, aber nicht seine Absicht.“

## Lux
Lux aeterna
„Ewiges Licht“: Anfangsworte eines Teiles der Totenmesse
Lux et dux
„Licht und Führer“
Lux et veritas
„Licht und Wahrheit“: Leitspruch der Yale-Universität, New Haven, Connecticut, USA.
Lux in tenebris
„Licht in der Finsternis“ – Titel zahlreicher geheimer Lehrschriften des 16. und 17. Jahrhunderts.: Die Philosophen der Epoche der Aufklärung verwendeten Licht und Finsternis als Metaphern für den Vernunftgebrauch und sein Fehlen. Auch Motto des ehemaligen britischen Protektorats Njassaland.
Lux mundi
„Licht der Welt“